# مقاطعة مونيتو (ميزوري)
مقاطعة مونيتو (بالإنجليزية: Moniteau County)‏ هي إحدى المقاطعات في ولاية ميزوري في الولايات المتحدة الأمريكية.

## أعلام
- ديفيد كويشنير